# Österslumpens naturreservat
Österslumpens naturreservat är ett naturreservat i Norrtälje kommun i Stockholms län.
Området är naturskyddat sedan 2017 och är cirka 15 hektar stort. Reservatet omfattar en kuperad terräng. Reservatet består av lövrik barrskog och hällmarksskog.